# محمد عمر بحاح
محمد عمر بحاح كاتب وصحفي يمني. نظرا إلى أن أصله يعود إلى جنوب اليمن فقد كان السكرتير الصحفي لعلي ناصر محمد رئيس اليمن الجنوبي آنذاك. ترجمت أعمال بحاح إلى اللغة الإنكليزية والإيطالية وأدرجت رواية البرتقال في الشمس (2006) ضمن مختارات بيرل ديلو اليمن (2009).